# Kirchberg in Tirol
Kirchberg in Tirol osztrák település Tirol tartományban, a kitzbüheli járásban.

## Történelme
A területen már Kr. e. a 12. században is éltek emberek. Az első lakosok az illírek voltak.
A 6. században Bajorország része lett. 902-ben Regensburgi Érsekség kapta meg a települést. 1241-ben Chirchberg néven említik az írások.

## Földrajza

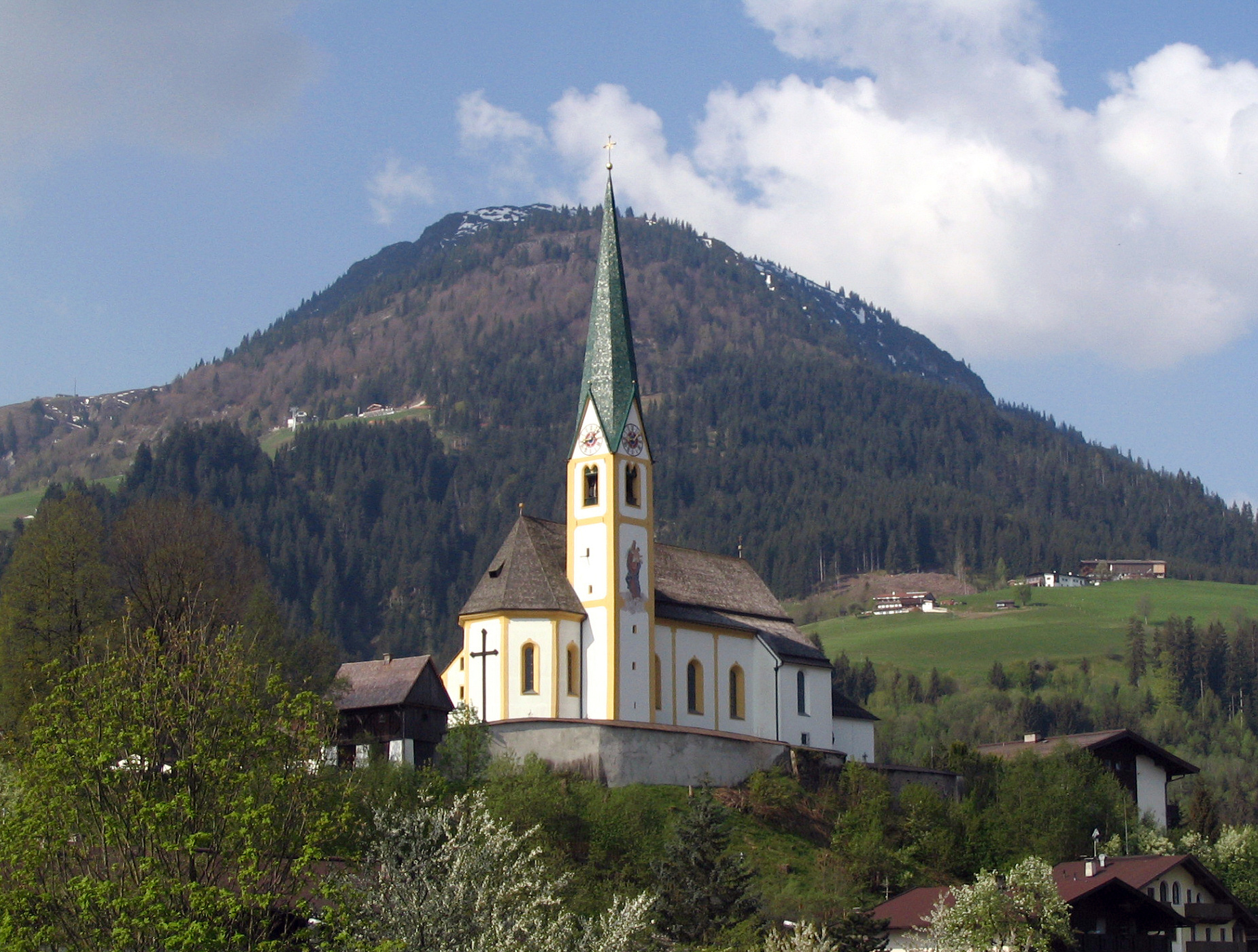
A plébánia Kirchbergben, mögötte a Gaisberg hegy

A település a Sperten-völgyben fekszik, Kitzbühel közelében.

## Gazdasága
Kirchberg földrajzi adottságait kihasználva idegenforgalomra és a mezőgazdaságra építette gazdaságát. A Brixen in Thal felé vezető út mellett egy külszíni fejtésű sóderbánya is üzemel. A lakosok többsége az idegenforgalomból él, szinte minden házban vannak a kiadó szobák és rengeteg szálloda várja a pihenni és sportolni vágyó turistákat. A téli síszezonban szinte lehetetlen foglalás nélkül szálláshoz jutni. Kirchberg híres a vendégszeretetéről, látogatnak ide Ausztria más vidékeiről, Angliából, Hollandiából, Németországból, Belgiumból, Franciaországból, Magyarországról és az utóbbi időben Oroszországból is. Mezőgazdasága igen erős, elsősorban állattenyésztésre (szarvasmarha) épül.

## Szomszédos települések
- Bramberg am Wildkogel
- Brixen im Thale
- Ellmau
- Jochberg
- Kitzbühel
- Neukirchen am Großvenediger
- Reith bei Kitzbühel
- Westendorf